# 데이브 더 다이버
데이브 더 다이버(Dave the Diver)는 민트로켓(Mintrocket)에서 개발하고 출시한 어드벤처 게임이다. 플레이어는 열심히 일하는 다이버인 데이브를 조종하여 물고기를 모으고, 퀘스트를 해결하고, 스시 레스토랑을 관리한다. 여기에는 관리, 액션 어드벤처 및 롤플레잉 비디오 게임 요소가 포함되어 있다. macOS 및 마이크로소프트 윈도우용으로 2023년 6월에 출시되었으며, 닌텐도 스위치 버전은 2023년 10월 26일에 출시되었다.

## 게임플레이
플레이어는 스시 레스토랑을 관리하고 필요한 생선을 공급하는 심해 다이버 데이브를 조정한다. 그는 지형과 동물군이 매일 바뀌는 블루홀이라는 곳에서 낚시를 하고 있다. 플레이어는 리소스를 수집하여 데이브가 사용할 새로운 아이템을 업그레이드하거나 제작할 수 있다. 예를 들어 거대한 수중 생물과의 보스전에서 사용할 다이빙 장비 및 무기 등이 있다. 데이브의 공기 공급은 과중한 부담이 가중됨에 따라 더 빠르게 감소하고 상어와 같은 포식자에게 더 취약해진다. 전투에서 패배하면 데이브는 구조될 때 아이템 하나를 제외한 모든 화물을 떨어뜨린다.
데이브는 또한 다른 사람들로부터 탐험, 연구 또는 희귀 아이템 찾기와 관련된 다양한 호의, 퀘스트를 수행하도록 요청받는다. 플레이어가 바다에서 잃어버린 물건을 되찾을 때 데이브의 휴대폰 연락처를 사용하여 구매자를 찾을 수 있다. 데이브는 하루에 두 번, 오전과 오후에 한 번씩 다이빙을 할 수 있다. 게임 진행 후반부에 밤에 다이빙할 수 있는 기능이 잠금 해제된다. 저녁에는 스시 레스토랑을 관리한다. 플레이어는 새로운 요리법을 잠금 해제하여 요리하고, 영향력 있는 고객을 유치하고, 새로운 장식을 추가하여 레스토랑을 개조하고, 새로운 직원을 고용하는 등의 작업을 할 수 있다. "쿡스타"(Cooksta)라는 게임 내 앱은 레스토랑의 인기와 평가를 추적하고 추가 업그레이드를 잠금 해제할 수 있다. 그래픽 스타일은 픽셀 아트를 사용한다.

## 개발
데이브 더 다이버는 넥슨 자회사 민트로켓의 첫 번째 게임이다. 게임의 인디 외관에도 불구하고 민트로켓은 인디 개발자가 아니라고 밝혔다. 초기 컨셉은 실제 제주도의 펍에서 따왔다. 주인은 낮에는 낚시를 하고 밤에는 펍을 운영하는 다이버이다. 더 환상적인 요소는 만화 블루홀에서 영감을 받았다. 민트로켓은 특정 게임플레이 요소가 반복되지 않도록 게임의 다양한 메커니즘의 균형을 맞추는 것이 어렵다는 것을 알았다. 얼리 액세스 때 시행착오를 거쳐 이 문제를 해결했다고 한다. 2022년 10월에 초기 액세스에 들어갔고 민트로켓은 2023년 6월 28일에 macOS 및 Windows용으로 출시했다. 8월 업데이트에서는 접근성 지원이 향상되어 사람들이 삶의 질을 향상시키는 등 빠른 이벤트를 우회할 수 있게 되었다. 추가 콘텐츠 업데이트가 예정되어 있다.

## 평가
리뷰 애그리게이터인 메타크리틱에 따르면 데이브 더 다이버는 44개의 비평가 리뷰를 바탕으로 "보편적인 호평"을 받았다.
게임의 복잡성을 칭찬하면서도 "완전히 편안하다"고 PC 게이머의 리뷰어는 게임이 이미 2023년 6월 현재 올해의 게임 후보 목록에 올랐다고 말했다. 디스트럭토이드는 이 스토리가 "어리석지만 사랑스럽다"고 말했으며 스토리와 매력적인 게임플레이를 칭찬했다. IGN은 이를 편집자의 선택으로 분류하고 "건전하고 놀랍도록 복잡하며 유쾌하게 내려놓기 어렵다"고 말했다. 유로게이머는 이 게임이 "건전하고, 조화로우며, 정착할 의지가 전혀 없다"며 수년 만에 가장 관대한 게임 중 하나라고 말했다. 게임인포머는 탐험 경험과 경영 시뮬레이션을 모두 감당할 수 있었다고 칭찬하며 “기대에서 벗어난 독특하고 기억에 남는 휴가”라고 평가했다. 폴리곤 (웹사이트)은 자사의 수많은 미니게임이 잘 만들어진 컷씬을 기반으로 예상치 못하게 잘 결합되어 있다고 말했다. 컷신은 스타일과 유머로 인해 플레이어들로부터 더욱 칭찬을 받았다. VideoGamer.com은 바쁜 일처럼 보이지 않으면서 "항상 해야 할 일이 있다"고 말했다. 이들은 이를 서비스 모델로서의 게임과 "상쾌하게 다르다"고 말했다. GamesRadar+는 이를 "대박 성공 사례"라고 불렀다.